# بید (جوین)
بید، روستایی است از توابع بخش مرکزی شهرستان جوین استان خراسان رضوی ایران.
روستای بید در ۳۵ کیلومتری شمال شهرستان سبزوار و در  ۳۵ کیلومتری جنوب شهرستان جوین و در کنار جاده راهبردی سبزوار-اسفراین واقع گردیده‌است. مردم روستای بید به زبان فارسی خراسانی با گویش سبزواری صحبت می‌کنند.

## تاریخچه
قدمت روستا به صدهاسال قبل برمی گردد و در زمان قدیم از لحاظ جمعیتی اقتصادی واجتماعی وعلمی باتمدن غنی می‌باشد.
این روستا كه یكی از بزرگترین و آبادترین روستاهای براكوه است در زمان قدیم، از لحاظ جمعیتی، علمی- اقتصادی و اجتماعی با تمدنی غنی می‌باشد، و از نظر جغرافیایی در حاشیه جاده پر رفت و آمد که به شهرها و كشورهای همسایه متصل می‌شده  قرار گرفته و  باعث آبادانی بیشتر آن شده‌است، قدمت این روستا به صدها سال قبل بر می‌گردد. 

## جاذبه های گردشگری
- ارگ و برج‌های قدیمی بید:

ارگی که در مجاورت و قسمت جنوب شرقی روستا قرار گرفته و دو برج جهت دید بانی در زمان‌های بسیار قدیم قابل استفاده بوده‌است .
- حمام قدیمی بید :

حمام قدیمی روستای بید که در قسمت پایینی روستا قرار دارد. و از قدمتی بسیار بالا برخوردار است.
- آبشار بید ازجاذبه‌های طبیعی می‌توان به آبشار زیبا وچشمه آب بشیر که به صورت قنات از ان استفاده می‌شود ودارای ابی شیرین وگوارا وخنک می‌باشد که زبانزد خاص و عام می‌باشد.   آبشار بید در ارتفاع 1680 متری بر دامنه شرقی کوه کمردنگ قرار گرفته و از مسیر سبزوار به اسفرایین بعد از 40 کیلومتر طی مسافت به سمت اسفرایین، روبرو روستا بید، وارد مسیر رودخانه می‌شوید. پس از آبشار به غاری می‌رسیم که نام آن اژدر می‌باشد . دهانه غار دارای ابعاد 20.1 در 50.1 می‌باشد . راهروی اصلی غار 6 متر طول دارد و با گذشتن از راهروی اصلی دهانهٔ غار کوچک تر می‌شود به صورتیکه ارتفاع آن در ابتدا 20.1 و در انتها 2 متر می‌باشد .

## اشتغال
ازنظر اشتغال اهالی بومی بید به کشاورزی ودامداری می‌پردازند.
شاعر خوش ذوق(طاهر آب‌شناس اهل یزد) گفته‌است:
- " هوای براكوه و آب بشیر             جوان می‌شود گر خورد مرد پیر"*

( بشیر یكی از مردانی است كه قدیم در كنار این چشمه سكنی داشته‌است)
دارای زمستان‌های سرد و تابستان‌های معتدل می‌باشد . درختان كهنسال و بزرگ چنار روستای بید که در بالا و پایین
بید( شمال و جنوب) قرار گرفته‌اند مانند دژی محكم از این روستا محافظت می‌کنند.